# Piaractus mesopotamicus

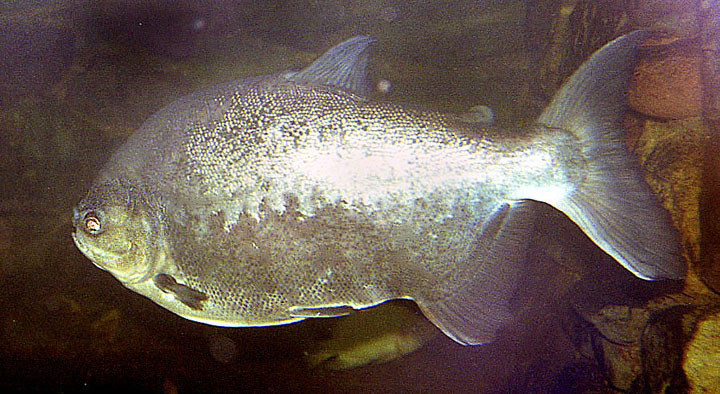
Piaractus mesopotamicus Seitenansicht

Piaractus mesopotamicus, port.: Piraí, Pez Chato, Pacú-Caranha oder Pacu Branco, engl.: Small-Scaled Pacu ist eine große Sägesalmlerart aus dem tropischen Südamerika. Er ist etwas kleiner als der andere Vertreter der Gattung Piaractus brachypomus.

## Verbreitung
Piaractus mesopotamicus ist ursprünglich im La Plata–Flussbecken, hauptsächlich im Río Paraguay und Río Paraná in Brasilien, Argentinien, Bolivien, Paraguay und Uruguay, innerhalb der Breitengrade 15°S - 38°S und 66°E - 42°E verbreitet. Heute kommt er in vielen größeren Flüssen Süd- und Zentralbrasiliens vor. Mittlerweile wird er in Aquakulturen tropischer Länder weltweit gehalten.

## Beschreibung
P. mesopotamicus besitzt an den Seiten und am Rücken eine dunkelgraue bis silberne Färbung, teilweise mit schwarzen Flecken. Er ist auf der Bauchseite weiß gefärbt und hat eine gelbe Brustpartie. Seine Körperform ist robust kompakt und seitlich komprimiert. Charakteristisch ist die stark entwickelte Kopfpartie mit den kräftigen Mahlzähnen. Der Fisch wird durchschnittlich 40 bis 50 Zentimeter lang und drei bis sieben Kilogramm schwer, nur in Ausnahmefällen bis zu 20 Kilogramm. Der größte bisher gemeldete Piaractus mesopotamicus wog 10,21 Kilogramm und wurde 2008 im bolivianischen Río Tarija gefangen. Große Exemplare wurden auch aus dem thailändischen Angelsee Bung Sam Lam gemeldet, wo die Fischart eingesetzt wurde.
Tambacu ist in Brasilien die Bezeichnung für den Hybrid aus der Kreuzung von Colossoma macropomum und Piaractus mesopotamicus.

## Lebensweise
P. mesopotamicus lebt überwiegend in Bodennähe, Pez Chato und toleriert noch niedrige Sauerstoffgehalte von 0,5 mg/l. Bei akutem Sauerstoffmangel kann er durch Schnappatmung für eine Zeitlang Sauerstoff von der Wasseroberfläche aufnehmen.
Seine Ernährungsweise ist omnivor. Jungfische ernähren sich überwiegend von Kleintieren wie Krebsen etc., während adulte Exemplare Insekten und pflanzliche Nahrung wie Blätter, Blüten, Früchte und Samen zu sich nehmen. Bei Hochwasser dringt er in die Überschwemmungswälder ein und ernährt sich von ins Wasser fallenden Nüssen und Samen.
Es wurde beobachtet, dass in Teichwirtschaft und Aquakultur gehaltener P. mesopotamicus Endgewichte von nur zehn Kilogramm erreicht, in natürlichen Lebensräumen jedoch bis 18 Kilogramm. Erklärt wird dies durch vielfältigeres Nahrungsangebot zu unterschiedlichen Jahreszeiten. Nach etwa vier Jahren sind die Fische geschlechtsreif. Im Paraná unternimmt er zur Laichzeit weite Wanderungen in den Oberlauf des Flusssystems. Dabei wird er auf seinen Wanderwegen von den großen hydroelektrischen Anlagen und Stauseen, wie beispielsweise dem Itaipú-Staudamm, behindert. Ein fünf Kilogramm schwerer Rogner ist unter natürlichen Bedingungen in der Lage, 0,5 bis 1 Million Eier zu produzieren.
Untersucht wurde die natürliche Fortpflanzung von P. mesopotamicus im Flussbecken des Rio Cuiabá an den Ausläufern des Pantanal in Südwestbrasilien. Größe und Zusammensetzung der Geschlechter variierte im Hauptstrom (Laichperiode Oktober bis März) und in den Überschwemmungswäldern der Untersuchungsregion.

## Piaractus mesopotamicusals Neozoon
Ähnlich wie Piaractus brachypomus wurde P. mesopotamicus in zahlreiche Länder wie zum Beispiel Thailand, Guam, Saipan, Hawaii, Puerto Rico und den Jungferninseln als Nahrungsfisch eingeführt. In den USA hat er sich teilweise in den warmen Gewässern Floridas verbreitet.

## Wirtschaftliche Bedeutung
P. mesopotamicus ist aufgrund der Qualität seines Fleisches und wegen seiner schnellen Wachstumsraten (durchschnittlich 1,2–1,5 Kilogramm p. a.) als Speisefisch von großer wirtschaftlicher Bedeutung und wird weltweit in Teichwirtschaft und Aquakultur gehalten. Häufig zusammen mit Buntbarschen und Welsen. Insbesondere in Brasilien soll das Potential der Haltung von Pacus in Aquakultur weiter vorangetrieben werden. Darüber hinaus ist P. mesopotamicus ein beliebter Sportfisch.